# Dreamland (Robert Plant)
Dreamland è il decimo album da solista di Robert Plant, il nono registrato in studio. Questo è il primo album in cui Plant suona con quella che diventerà la sua band negli anni successivi: gli Strange Sensation. Nominato ai Grammy nel 2002 come miglior album Rock e come miglior interpretazione maschile, questo è una delle registrazioni più significative di Plant, sebbene la maggior parte delle tracce siano cover di famosi pezzi blues e rock.

## Tracce
1. Funny in My Mind (I Believe I'm Fixin' to Die) – 4:45 - (Justin Adams, John Baggot, Clive Dreamer, Charlie Jones, Robert Plant, Porl Thompson, Bukka White)
2. Morning Dew  – 4:26 - (Bonnie Dobson, Tim Rose)
3. One More Cup of Coffee – 4:03 -  (Bob Dylan)
4. Last Time I Saw Her - 4:41 -  (Adams, Baggot, Dreamer, Jones, Plant, Thompson)
5. Song to the Siren – 5:53 - (Larry Beckett, Tim Buckley)
6. Win My Train Fare Home (If I Ever Get Lucky) – 6:03 - (Adams, Baggot, Dreamer, Jones, Plant, Thompson)
7. Darkness, Darkness – 7:25 - (Jesse Colin Young)
8. Red Dress – 5:23 - (Adams, Baggot, Dreamer, Jones, Plant, Thompson)
9. Hey Joe – 7:12 - (Billy Roberts)
10. Skip's Song – 4:27 - (Skip Spence)
11. Dirt In A Hole – 4:46 - (Traccia bonus nella versione giapponese dell'album)